# 长尾雀属
长尾雀属（学名：Uragus）为燕雀科的一个属。

## 下属物种
本属包括以下物种：
- 长尾雀 Uragus sibiricus (Pallas)
  - 长尾雀乌苏里亚种 Uragus sibircus ussuriensis